# Zahir (arrampicata)
Zahir è una via lunga di arrampicata sportiva in Wendenstöcke, Svizzera, aperta dagli svizzeri Iwan Wolf e Gunter Habersatter tra il 1996 e il 2004 e liberata dagli stessi nel 2006.
È la via lunga d'arrampicata più difficile di tutto il Wendenstöcke e una delle più impegnative delle Alpi, con un tiro di grado 8b+ e difficoltà obbligatoria di 7c.

## La via
La via si trova sul pilastro Dom, dieci metri a destra della via Jednicka.
Zahir.
Durante la seconda salita Jörg Andreas e Felix Neumärker hanno allungato il terzo tiro, proponendo una variante che porta il grado da 8b+ a 8c. La via modificata è stata chiamata Zahir+.

## Salite
- Iwan Wolf e Gunter Habersatter  - 2004 - Prima salita
- Iwan Wolf e Gunter Habersatter  - 2006 - Prima salita in libera
- Jörg Andreas e Felix Neumärker - ottobre 2009 - Seconda salita[2]
- Iker Pou ed Eneko Pou - 7 settembre 2010 - Terza salita, a tiri alterni, ma l'8a+ e l'8b+ saliti da Iker[3]
- Cédric Lachat - 4 settembre 2019 - Salita in libera in giornata (un volo sul tiro chiave salito al secondo tentativo manca la salita a vista)
- Katherine Choong - 02 settembre 2024 - Prima salita femminile con Eline Le Menestrel